# Jadehandel in Myanmar
Der Jadehandel in Myanmar besteht aus dem Abbau, dem Vertrieb und der Herstellung von Jadeit – einer Jadeart – in Myanmar (Birma). Die Jadeit-Vorkommen in den nördlichen Regionen Myanmars sind die Quelle für den hochwertigsten Jadeit der Welt, wie Quellen in China bereits im 10. Jahrhundert aussagen. Die chinesische Kultur misst der Bedeutung der Jade große Bedeutung bei; mit ihrem wachsenden Einfluss in Myanmar haben sich auch die Jadeindustrie und die Praxis des Exports des wertvollen Minerals entwickelt.
Myanmar produziert bis zu 70 Prozent des weltweiten Angebots an hochwertigem Jadeit. Der größte Teil der Jadeitproduktion Myanmars wird in andere Länder, vor allem nach Asien, exportiert und dort für Schmuck, Kunst und Ornamente verwendet. Der Großteil der Produktion wird von Myanma Gem Enterprise (MGE) durchgeführt, einem staatlichen Unternehmen, das über genügend liquide Mittel verfügt, um sich 172 Jahre lang selbst zu versorgen.

## Geographie der Jadevorkommen
Jadeit wird in Myanmar hauptsächlich im „Jade-Trakt“ in der Gemeinde Lonkin im Kachin-Staat im Norden Myanmars gefunden, der das Schwemmlandgebiet des Uyu-Flusses zwischen dem 25. und 26. Heute wird Jade in dieser Region in den Minen Phakant-gyi, Maw Se Za, Tin Tin und Khansee abgebaut. Khansee ist auch die einzige Mine, die Maw Sit Sit, eine Jadeart, produziert. Die Minen in Tawmao und Hweka sind weitgehend erschöpft. Von 1964 bis 1981 war der Bergbau ausschließlich ein Unternehmen der Regierung Myanmars. In den Jahren 1981, 1985 und 1995 wurden die Edelsteingesetze geändert, um mehr Privatunternehmen zuzulassen. Neben dieser Region gibt es auch im benachbarten Sagaing-Distrikt in der Nähe der Städte Nasibon, Natmaw und Hkamti bedeutende Minen.

## Gewinnung von Jade

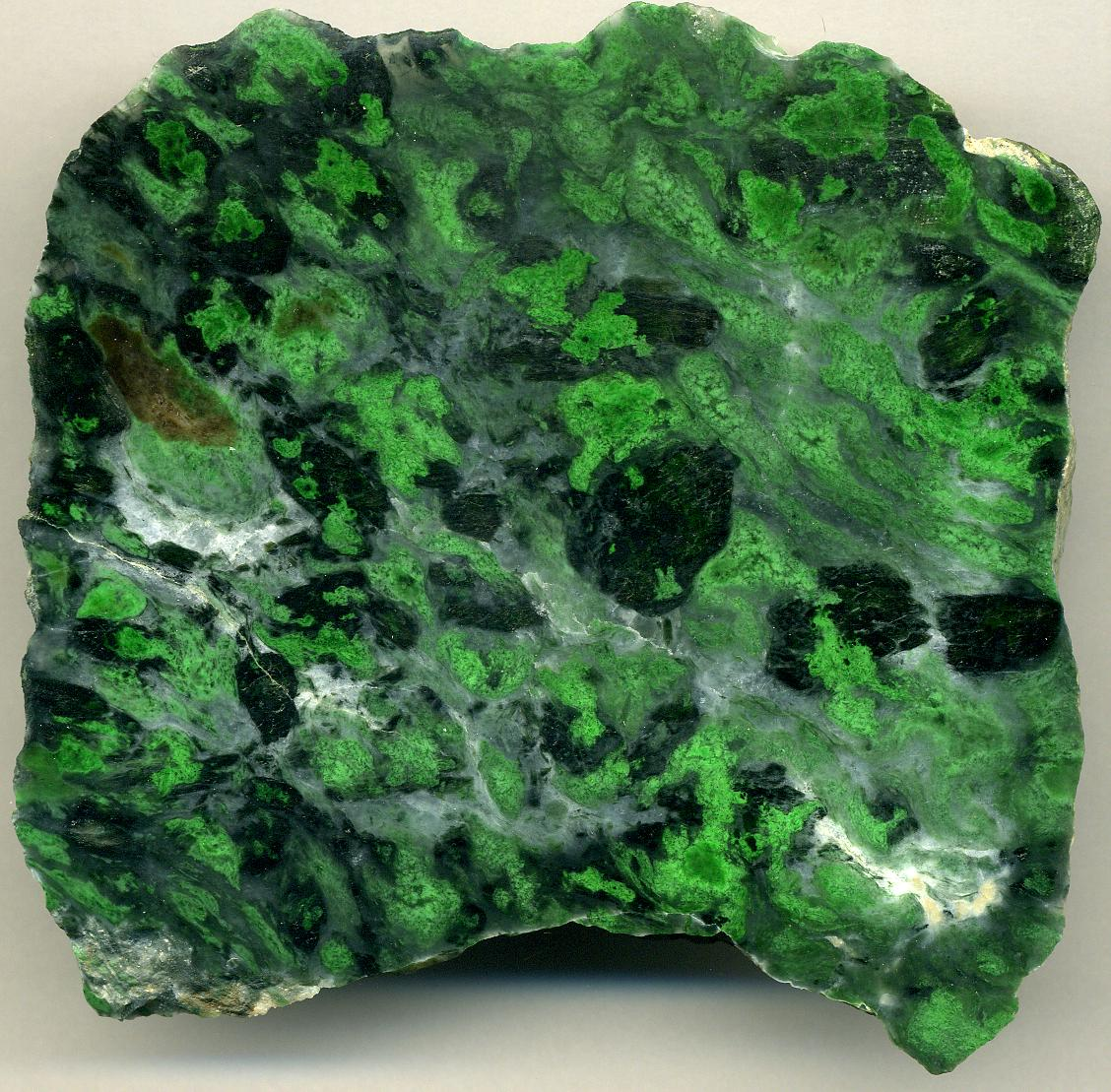
In Myanmar abgebaute Jade.

Ein großer Teil der Jadegewinnung in Myanmar erfolgt durch „Boulder Mining“, d. h. durch Abtragen der „Deckschicht“ aus alluvialem Material, um das darunter liegende Gestein freizulegen, und anschließendes Abtrennen der jadehaltigen Steine und Entsorgen des Abfalls in einem Fluss. Jade wird auch in Form von vom Wasser abgetragenen Kieselsteinen in Flussbetten gefunden. Je nachdem, ob sie aus dem Schwemmland oder aus den umliegenden Hügeln stammt, ist die Schale des Gerölls unterschiedlich dick. Viele der alten Praktiken, die in älteren Büchern erwähnt werden, sind längst aufgegeben worden. Jetzt werden moderne Methoden angewandt. In der Maw-Ze-Sa-Mine zum Beispiel werden große Felsbrocken mit schweren Erdbewegungsmaschinen abgebaut und dann mit Lastwagen zum nahe gelegenen Fluss transportiert, wo sie gewaschen und verarbeitet werden.  Da die Jade oft in Stein eingeschlossen ist und das Schneiden in den Stein die Qualität der Jade beeinträchtigen kann, wurden früher von Bergleuten und Händlern verschiedene Methoden angewandt, um jadithaltige Steine zu identifizieren. Dazu gehörten die Beobachtung der Oberflächenfärbung, die Identifizierung des Klangs, der beim Klopfen mit Metallwerkzeugen entsteht, und das Ertasten feiner Unterschiede in der Oberflächenhaftung des Steins an der Haut, wenn er im Wasser liegt.  Diese Praktiken sind größtenteils aufgegeben worden. Heute schneidet Myanma Gems Enterprise (MGE) den gesamten Felsblock durch, um Jade zu Tage zu fördern (siehe vorheriges Zitat).

## Hintergrund
Jade nimmt in der chinesischen Kultur einen bedeutenden Platz ein, da sie als Brücke zwischen Himmel und Hölle gilt. Dieser Glaube beruht auf dem Altertum, das mit dem Edelstein verbunden ist, sowie auf den Tugenden der Rechtschaffenheit und des Wissens, die er symbolisiert. Die Tugenden der Jade, wie z. B. die feine Textur, die enorme Zähigkeit und die große Härte, tragen zu ihrem hohen Glanz und ihrer Transparenz bei und sorgen dafür, dass sie einer hohen Politur standhält. Die Chinesen glauben, dass der Träger von Jade ständig an die Stärke der Widerstandsfähigkeit und Zähigkeit erinnert wird, die den Charakter eines Menschen ausmachen. Durch das Tragen von Jade ist man also tugendhafter, weil man diese Werte lebt. Der Volksglaube besagt auch, dass Jade den Träger vor Katastrophen schützt und sein Glück lenkt. Zum Beispiel zerbricht Jade am Vorabend eines schlimmen Ereignisses als Warnung für den Träger. Ein Jadeschmuck erscheint jedoch glänzender und transparenter, wenn das Glück vor ihm liegt.

### Ursprünge
Es wurde vermutet, dass die Herstellung von birmanischem Jadeit bis in die Zeit der Pyu-Stadtstaaten in Myanmar (etwa drittes bis achtes Jahrhundert n. Chr.) in relativ kleinem Maßstab zurückreichen könnte. Die ersten Hinweise auf den Fernhandel mit dem Edelstein stammen aus der Regierungszeit des burmesischen Königs Anawratha (1044), der in das Königreich Nancho (heutige Provinz Yunnan) und nach Peking in China reiste: Der religiöse König, der glaubte, dass der chinesische Kaiser die Reliquien des Buddha besaß, wollte vom chinesischen Kaiser einige Reliquien im Tausch gegen burmesische kaiserliche Jade erhalten. Dieses Muster des Tauschs von Jade gegen andere Artefakte besteht seither fort. Während der Ming-Dynastie (1368–1644) wurde Jade über Yunnan per Karawanenhandel nach China gebracht, aber es sind keine nennenswerten Stücke aus dieser Zeit bekannt, da die Ming-Dynastie mehr an Keramik interessiert war. Einige der ersten Jadeit-Artefakte tauchen um diese Zeit in Gräbern in China auf. In den folgenden Dynastien, insbesondere während der Herrschaft des Qianlong-Kaisers (1735–96), stieg das Interesse an Jade aus Birma explosionsartig an. Der Qianlong-Kaiser unternahm außergewöhnliche Anstrengungen, um grüne Jade zu erhalten, und als der birmanische König sich weigerte, ihm Tribut zu zahlen, zog der Kaiser in den Krieg gegen Birma. Der Krieg war eine Katastrophe für den chinesischen Kaiser. Seine Armee erlitt zahlreiche Niederlagen, was den Kaiser Qianlong zu den Worten veranlasste: „Meine besten Soldaten wurden verbrüht, geteilt, in die Gullys getrieben wie Kühe in einem Teich. Sie sind haufenweise umgekommen. Meine Generäle sind eine Lachnummer.“ Der in Ungnade gefallene General Mingjui beging Selbstmord. Nach dieser Niederlage stimmte der birmanische König einem Friedensvertrag zu, der 1770 unterzeichnet wurde und die Ausfuhr von Jade nach China erlaubte. Während der Herrschaft des burmesischen Königs Mindon (1857–78) blühte der Jadehandel auf und expandierte. König Mindon erlaubte den chinesischen Lapidaren, sich in Mandalay niederzulassen, wo sie Jade kaufen, verarbeiten und zwischen Birma und China sowie innerhalb Birmas handeln konnten. Diese Edelsteinschleifereien wurden ausgebaut und bestehen bis zum heutigen Tag.

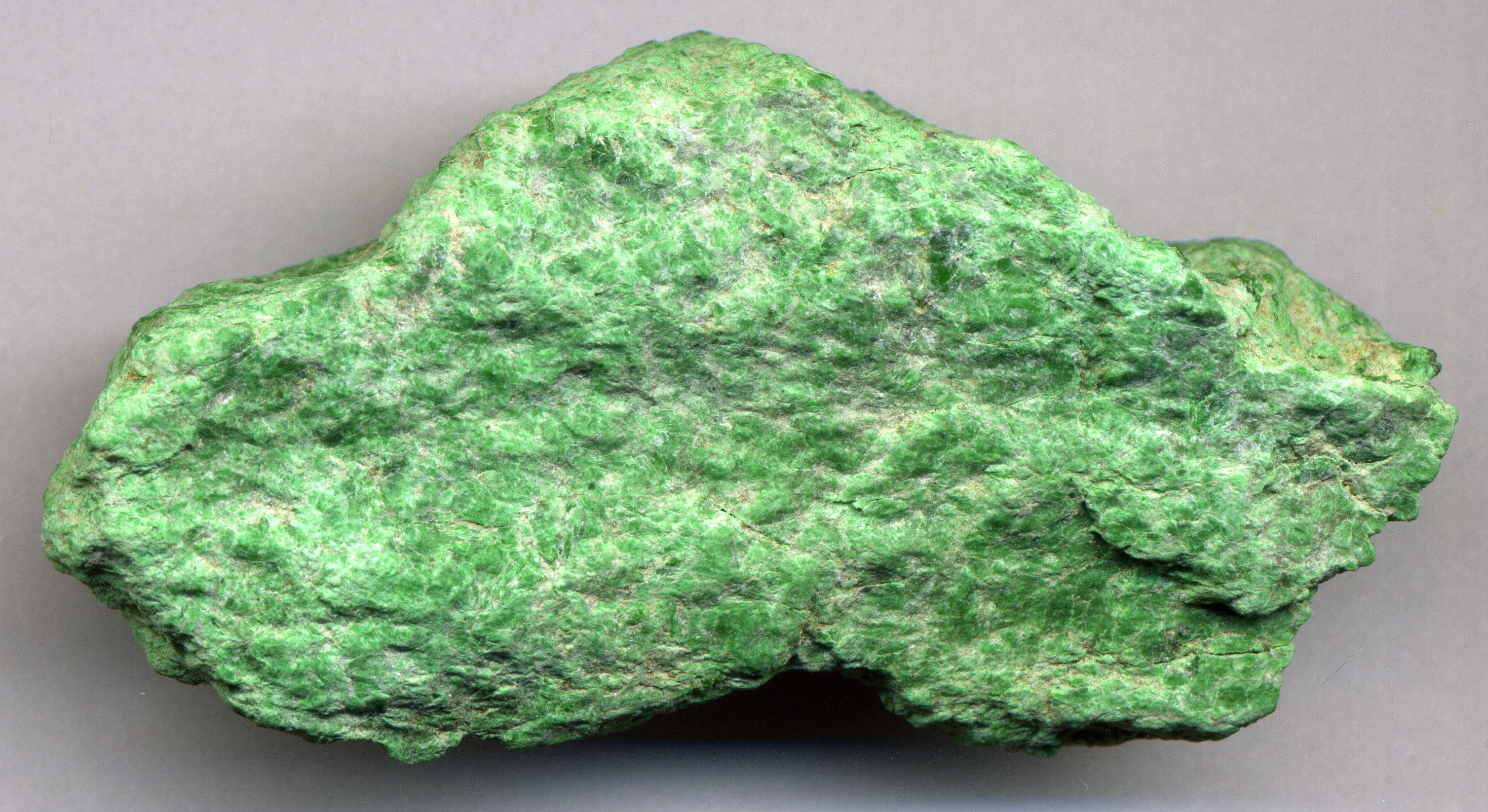
Chromjade, gefunden im westlichen Kachin-Staat.

Ausgehend von in China gefundenen Artefakten nahm der Handel mit grüner Jade in Yunnan bis zum Ende der Ming-Dynastie und zu Beginn der Qing-Dynastie zu. W. Warry, ein Mitglied des chinesischen Konsulats auf einer Expedition nach Birma im Jahr 1888, schreibt über den Ursprung der chinesischen Nachfrage nach Jade auf der Grundlage lokaler Überlieferungen Folgendes.
Jade wird bereits seit der Liangzhu-Kultur (3400–2250 v. Chr.) mit China in Verbindung gebracht, doch handelte es sich bei dieser Jade hauptsächlich um Nephrit, einen milchig weißen Stein, der häufiger vorkommt als der grüne birmanische Jadeit. Oft wurde der Stein in Verbindung mit Kupfer verwendet, um die Illusion einer tieferen grünen Farbe zu erwecken, wenn man keinen Zugang zu Jadeit hatte. Wie im vorigen Absatz erwähnt, erwarb der Qianlong-Kaiser vor allem während der Qing-Dynastie viel Jade aus Birma. Er und sein Hof hatten eine besondere Vorliebe für den burmesischen Jadeit oder Feicui, wie er genannt wurde. Die Kaiserinwitwe Cixi (1835–1908 n. Chr.) war besonders für ihr Interesse an diesem Stein bekannt. Sie nutzte oft ihre politische Position, um den Stein zu erwerben und ihn für ihre öffentliche Kleidung zu verwenden. Unter ihrer Herrschaft wurde der Handel fortgesetzt.

### Vor 1949
In der Mitte des 18. Jahrhunderts kam es zu einer Ausweitung des Jadeabbaus und des anschließenden Exports nach China als Folge des wachsenden chinesischen Einflusses auf die Region, der Entdeckung neuer Jadesteinbrüche und der steigenden Nachfrage nach dem Edelstein unter wohlhabenden Chinesen. Mit Unterstützung der birmanischen Regierung wurden bereits 1798 regelmäßige Handelsrouten zwischen dem Jadegebiet und China eingerichtet, die nördlich nach Yunnan führten. Aufgrund der Feindseligkeit der Kachin wurde diese Route später durch den Überlandhandel entlang des Irrawaddy-Flusses als Teil der etablierten Baumwollhandelsrouten unter offizieller Billigung der birmanischen Krone ersetzt, wodurch Mogaung zum Zentrum für den Handel und die Besteuerung der birmanischen Jadeproduktion wurde. Den Kachin wurde das Eigentum an der von ihnen geförderten Jade als Gegenleistung für die Zahlung von Gebühren für den Transport ihrer Waren über Mogaung hinaus gewährt.

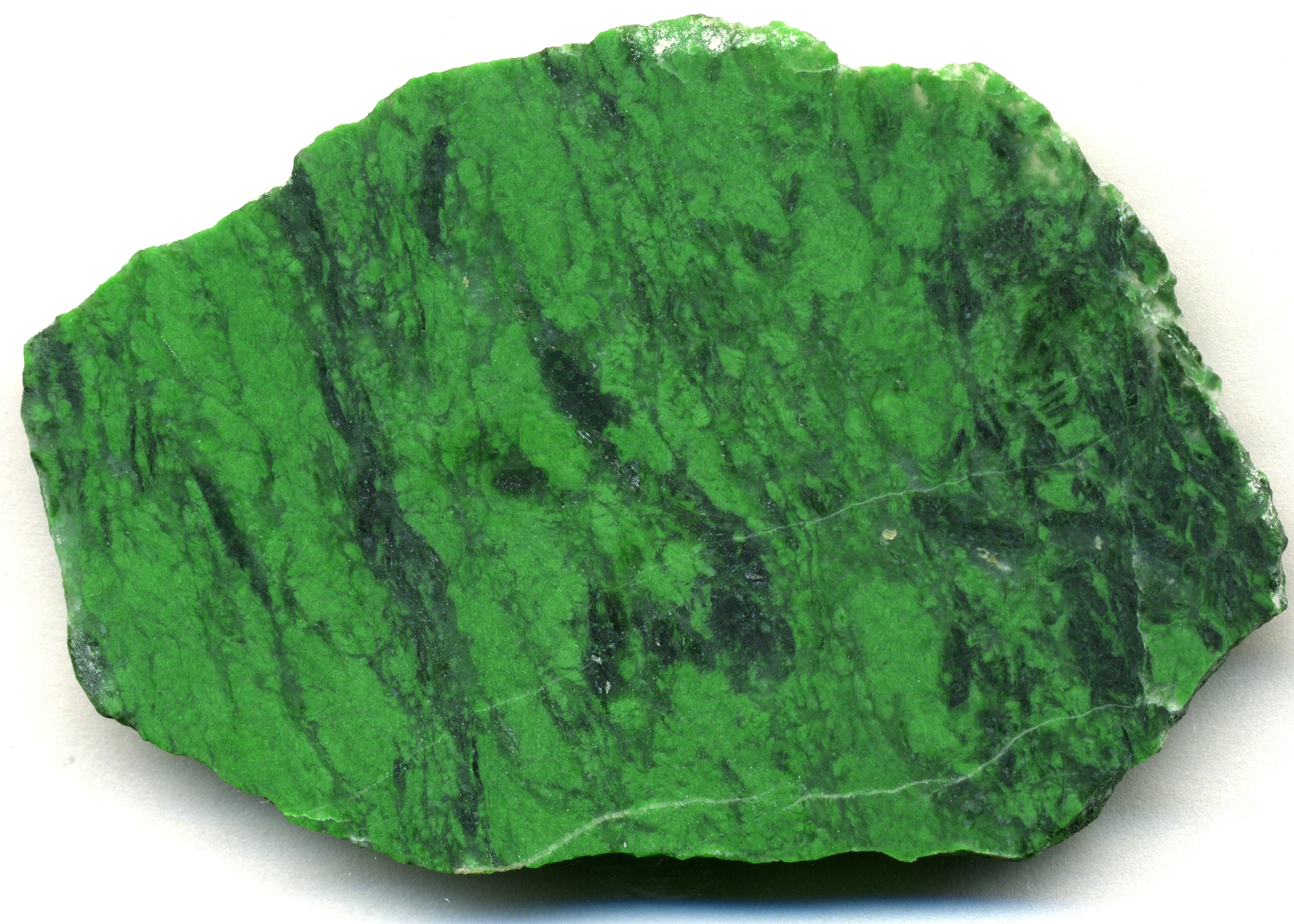
Ein weiteres Beispiel für Jade, das in Myanmar entdeckt wurde.

Als 1861 die Beschränkungen für den Küstenhandel mit China gelockert wurden, unternahmen kantonesische Kaufleute eine Expedition nach Mandalay und brachten Jade für den Handel zurück. Von diesem Zeitpunkt an gelangte der Großteil des in Birma produzierten hochwertigen Steins über Städte wie Guangzhou, Hongkong und Shanghai nach China, während ein Großteil des Steins mittlerer Qualität weiterhin auf dem Landweg transportiert wurde. In dieser Zeit kam es zu zunehmenden Reibereien zwischen den Edelsteinschürfern in Yunnan und der birmanischen Krone über die Besteuerung und das Eigentum an den Edelsteinen, was zu mehreren Perioden passiven Widerstands der Jadebergleute führte, einschließlich der Praxis der Produktionsbeschränkung.
Im Jahr 1885, nach dem Dritten Anglo-Burmesischen Krieg, übernahmen die Briten die Kontrolle über die Minen und erlangten nach einem zweijährigen Konflikt mit den Kachin duwa die vollständige Kontrolle über die Jade-Minen. Da die Briten wenig Erfahrung mit Jade hatten, erließen sie Vorschriften zur Kontrolle der Minen. H. H. Keely wurde der Verwalter der Minen.  Unter der britischen Kolonialherrschaft wurde der Jadehandel, abgesehen von den Kriegen in China und Birma, bis zum Ende des chinesischen Bürgerkriegs weitgehend ungehindert fortgesetzt. 1942 geriet Birma unter die Kontrolle der kaiserlichen japanischen Armee. Sie räumten die Minen aus und transportierten alle Maschinen und Geräte ab, um sie für ihre Kriegsanstrengungen zu verwenden. Der gesamte Jadeabbau wurde eingestellt.  1945 eroberten die Briten Birma zurück, doch aufgrund der unruhigen politischen Verhältnisse wurden bei der Wiederherstellung der Minen kaum Fortschritte erzielt. Weitere Konflikte folgten, nachdem Mao Tse Tung seinen Krieg gegen die nationalistische chinesische Regierung begonnen hatte.

### Nach 1949
Nach der Unabhängigkeit Birmas im Jahr 1948 kehrten Bergbau und Handel unter der Zivilregierung in gewissem Umfang zurück.
Mit dem Ende des chinesischen Bürgerkriegs wurde die Grenze zu Yunnan geschlossen und der Jadehandel mit China kam zum Erliegen. Die im Kachin-Staat produzierte Jade wurde nun mit der Eisenbahn nach Rangun transportiert, von wo aus sie auf dem Seeweg nach Hongkong exportiert wurde. Dieser Handel wurde bis zum Militärputsch von 1962 fortgesetzt, der die Wirtschaft verstaatlichte und alle Edelsteinvorkommen zum Eigentum des Staates Myanmar erklärte; private Transaktionen mit solchen Vorkommen wurden für illegal erklärt, wodurch der Handel praktisch zum Erliegen kam. Der Schmuggel in kleinem Maßstab ging weiter, und die ethnische Minderheit der Kachin operierte im Verborgenen, was das Gebiet instabil machte.
Jadehändler, die infolge der Verstaatlichung über die Grenze nach Thailand flohen, begannen, Netzwerke aufzubauen, um den Handel mit birmanischer Jade über Thailand zu erleichtern, ursprünglich über die Grenzübergänge in den Städten Mae Sai, Mae Sot und Mae Hong Song. Für den Transport der Jade an die Grenze wurden häufig Karawanenunternehmen eingesetzt, die die Jade mit Lasttieren von Mandalay aus zu den Grenzstädten transportierten, wo die Jade nach Thailand geschmuggelt werden konnte. Im Jahr 1966 wurde in Thailand die erste Jade-Handelsgesellschaft, die Qiujia Company, gegründet, die Verbindungen sowohl zu den Grenzmilizen als auch zur thailändischen Regierung nutzte, um den Transport der birmanischen Jade von der Grenze zu den Käufern in Hongkong zu erleichtern. Handelsgesellschaften dienten oft als Kapitalgeber und Risikoversicherer für Jadeverkäufer im Falle von verlorenen oder gestohlenen Produkten. Oft hatten diese Unternehmen bevorzugte Beziehungen zu Kunden, die den Ruf hatten, wertvolle Jadesteine für den Verkauf ausfindig zu machen. Auch am Grenzübergang Ruili zu China und Lwejel fand Schmuggel statt.
Neue Handelsunternehmen eröffneten in verschiedenen birmanisch-thailändischen Grenzstädten Niederlassungen, was dazu führte, dass der Jadestrom durch viele Grenzabschnitte floss, insbesondere durch die Stadt Chiang Mai, wo yunnanesische Flüchtlinge eine befristete Genehmigung für den Grenzübertritt nach Thailand erhalten konnten. Die Jadeunternehmen waren in der Regel mit einer bestimmten birmanischen Grenzmiliz verbündet, die die Handelsströme auf der birmanischen Seite der Grenze überwachte. Zwei bemerkenswerte Milizen waren die KMT, die eine Zeit lang von Mi Li angeführt wurde, und die von Khun Sa geführte Armee. Beide Armeen konkurrierten oft gewaltsam um die Kontrolle des Schwarzmarkthandels mit Opium und anderen Schwarzmarktgütern sowie mit Jade für ihre jeweiligen Handelsgesellschaften. Darüber hinaus führte die Ausweitung der birmanischen Regierungsgewalt über die Grenzregionen in dieser Zeit häufig zu Veränderungen im Schwarzmarktschmuggel von Jade über die Grenze.
Nach 1962 verstaatlichte General Ne Win die Minen und verbot den privaten Abbau und Verkauf von Jade und Edelsteinen. Der gesamte Handel durfte nur noch über das Bergbauministerium abgewickelt werden. Ab 1964 gründete das Bergbauministerium das Myanmar Gems Enterprise, das den Verkauf von Jade auf staatlich kontrollierten Auktionen in Rangun verwaltete. Der Schmuggel kleiner Mengen Jade ging jedoch weiter. Das Bergbauministerium wickelte die Gewinnung und den Verkauf von Jade nun ausschließlich über seine Auktionen (Emporiums) ab. Von 1964 bis 1975 blieb das Dollar-Volumen der Jadeverkäufe unter 1 Million Dollar. Das erste Mal, dass die Jadeverkäufe mehr als 1 Million Dollar erreichten, war im Jahr 1976. Im Jahr 2010 erreichte die verkaufte Jade in Dollar ausgedrückt 1 Milliarde Dollar. Die Beschränkungen für private Bergbauunternehmen wurden in den 1980er und 1990er Jahren langsam gelockert (siehe oben).

## Heutige Situation
Bis zur Verlegung der Hauptstadt Myanmars von Yangon (ehemals Rangun) nach Naypyidaw wurden Jadeauktionen in der Stadt abgehalten. Das Auktionsverfahren war nur für geladene Käufer zugänglich. Den Käufern wurde Zeit gegeben, die Jadeblöcke zu betrachten und zu untersuchen, wobei für Licht, Wasser und andere für eine genaue Untersuchung notwendige Utensilien gesorgt wurde. Die Auktion erstreckte sich über einen Zeitraum von 10 Tagen, wobei die Besichtigung am ersten Tag stattfand, zusammen mit der Versteigerung von Edelsteinen und Perlen, gefolgt von der Versteigerung der Jade. Alle registrierten Käufer erhielten Kataloge und eine ihnen zugewiesene Bieternummer, die sie auf ihrem Gebotsformular eintragen mussten. Die Gebotsformulare wurden von MGE-Beamten eingesammelt und vom Auktionsausschuss geöffnet.

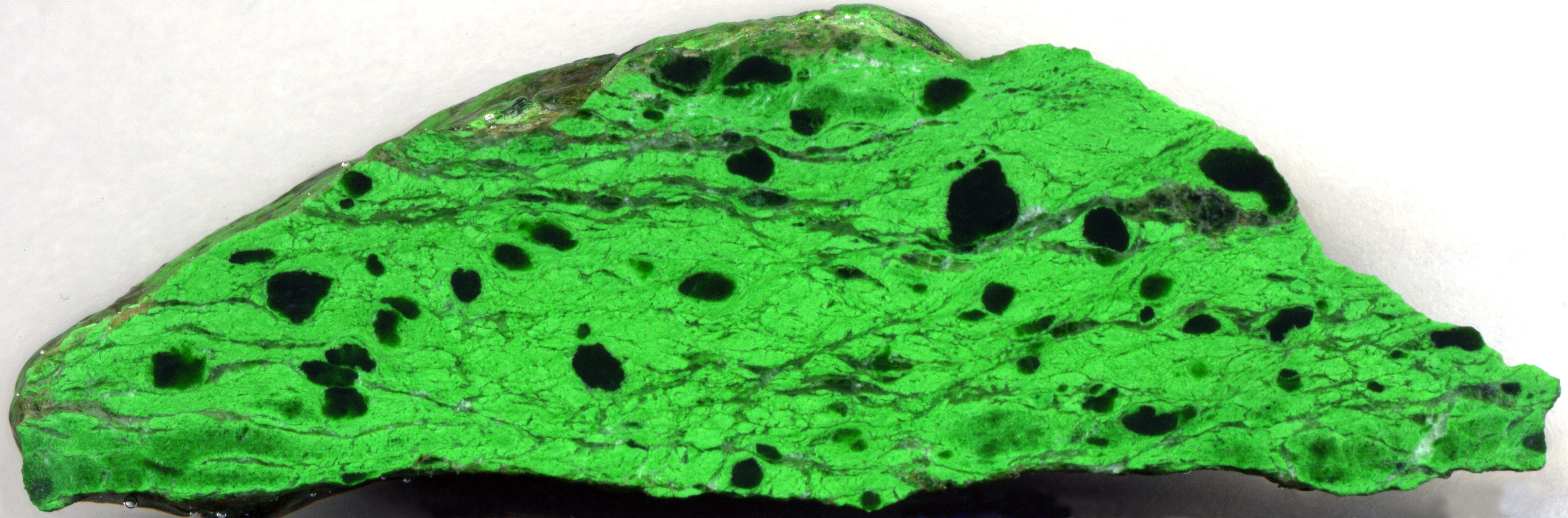
Eine der vielen Jadevarianten, die in Myanmar vorkommen.

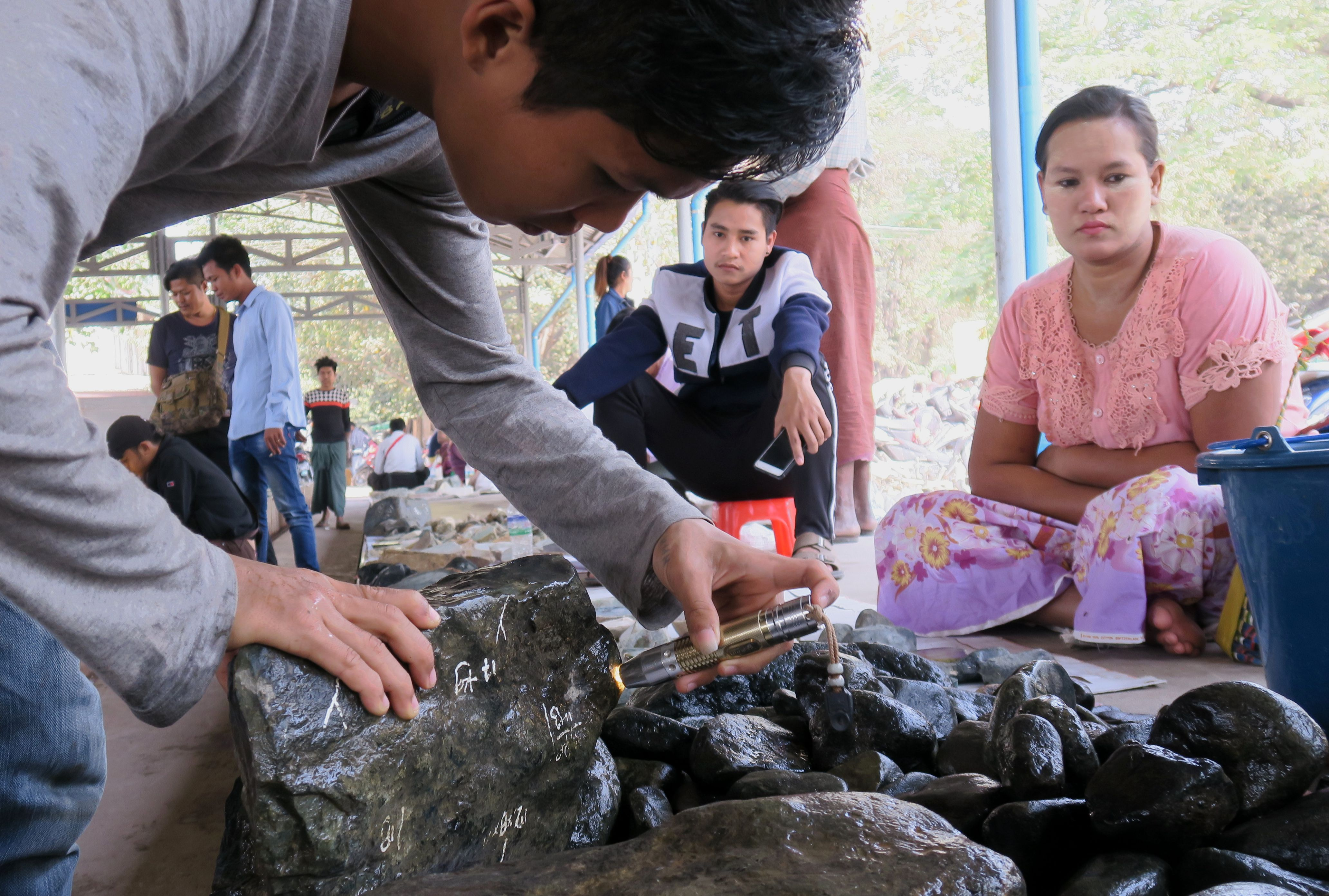
Untersuchung von Jadegestein mit einer tragbaren UV-LED-Taschenlampe auf dem Jademarkt von Mandalay.

MGE unterteilt Jade in kaiserliche Jade (7 Güteklassen): Güteklasse A bringt den höchsten Preis. Der Katalog listet dann die Handelsjade (ebenfalls 7 Qualitäten) auf: Höhere Qualitäten von Handelsjade, sowohl Cabochons als auch Rohware, liegen preislich sehr nahe an der kaiserlichen Jade. Die dritte Güteklasse ist die Gebrauchsjade, die von solcher Qualität ist, dass sie nur zum Schnitzen verwendet und zu Tassen, Untertassen und anderen dekorativen Gegenständen verarbeitet werden kann. Diese Gebrauchsjade wird in der Regel gebleicht und gefärbt. Nachdem die Hauptstadt nach Naypyidaw verlegt worden war, wurden dort Auktionen abgehalten.
In den 1990er Jahren haben Waffenstillstandsvereinbarungen zwischen der birmanischen Regierung und ethnischen Milizen das Jadegeschäft für Dritte geöffnet. Mit dem Edelsteingesetz von Myanmar aus dem Jahr 1995 erhielten Privatpersonen wieder offiziell das Recht auf privaten Besitz und Verkauf von Jade im Gegenzug für eine Steuer von 10 % auf den Jadeexport, was den Jademarkt in Myanmar weiter ausbaute und zu einem Zustrom von Glückssuchenden führte, die mit dem Jadeabbau begannen. In jüngster Zeit hat Myanmars Jadeindustrie als Reaktion auf die steigende Nachfrage nach dem Stein auf den chinesischen Märkten erheblich expandiert. Die Jade-Exporteinnahmen stiegen von 150–300 Mio. USD in den frühen 2000er Jahren auf 1,75 Mrd. USD im Finanzjahr 2010–2011, was einem Fünftel der gesamten Exporteinnahmen Myanmars entspricht.  Seit 2010 haben das Volumen und die Dollarumsätze astronomische Höhen erreicht. Die jüngsten Behauptungen von Global Witness über einen Umsatz von 31 Mrd. USD bleiben jedoch unbegründet. MGE meldet einen Umsatz von 61 Mio. USD im zweiten Halbjahr 2015.
Der Konflikt zwischen der birmanischen Armee (Tatmadaw) und der Kachin Independence Organization (KIO) hat die Gewinnung und den Transport von Jade stark beeinträchtigt. Im Jahr 2015 handelte die birmanische Regierung Friedensabkommen mit 15 der 17 ethnischen Gruppen aus, doch der Konflikt zwischen der Tatmadaw und der Armee der KIO dauert an. Tatsächlich hat sich der Krieg zwischen den beiden Seiten verschärft, was zu großer Unsicherheit über die Zukunft des Jadehandels in Myanmar führt.

### Internationale Sanktionen
Als Reaktion auf den Umgang der Regierung mit der Safran-Revolution 2007 haben mehrere Staaten Sanktionen gegen den birmanischen Edelsteinmarkt verhängt. Eines dieser Gesetze ist das Tom Lantos Block Burmese JADE (Junta's Anti-Democratic Efforts) Act von 2008, das die Einfuhr von birmanischen Edelsteinen in die Vereinigten Staaten über Zwischenhändler verhindert. Die Sanktionen westlicher Staaten gegen den birmanischen Edelsteinmarkt waren vor allem im Fall von Jade unwirksam, da ein Großteil der Nachfrage nach birmanischer Jade von China angeheizt wird, das sich nicht an den Sanktionen beteiligt hat.

### Ausbeutung
Der Jadehandel in Myanmar macht fast die Hälfte des BIP des Landes aus. Einem Bericht aus dem Jahr 2015 zufolge wird der Jadehandel weitgehend von den Eliten des Landes ausgebeutet, die die Kontrolle über die Branche haben. Es wurde festgestellt, dass sich die herrschende Elite Myanmars im Jahr 2014 Jade im Wert von rund 31 Mrd. USD angeeignet hat, was fast 50 % der Wirtschaft des Landes ausmacht.
Global Witness schätzt, dass korrupte Politiker und Geschäftsleute in den letzten zehn Jahren Jade im Wert von etwa 122,8 Milliarden US-Dollar gestohlen haben, und erklärte, dass der Jadehandel in Myanmar möglicherweise der größte Rohstoffhandel der modernen Geschichte ist. Es wurde auch festgestellt, dass über hundert aktive Jade-Minen von nicht mehr als fünfzehn Personen kontrolliert werden, die mit dem Militär in Verbindung stehen. Die Bewohner der Jade produzierenden Gebiete leben im Elend, während die Eliten kräftig profitieren.

### Unfälle
Im Bergbau in Myanmar kommt es häufig zu Unfällen. Im Jahr 2015 kamen bei einem Erdrutsch in der Jade-Mine Hpakant mindestens 116 Menschen ums Leben. Im Jahr 2019 wurden beim Einsturz der Jade-Mine in Hpakant im April 2019 50 Arbeiter verschüttet, vier von ihnen und zwei Rettungskräfte kamen dabei ums Leben. Bei der Katastrophe im Jadebergwerk Hpakant im Jahr 2020 kamen mindestens 172 Menschen ums Leben. Es wird befürchtet, dass nach einem Erdrutsch in einer Jade-Mine in Myanmar im Dezember 2021 bis zu 100 Menschen vermisst werden.